# 沃尔沃卡车
沃尔沃卡车公司（瑞典語：Volvo Lastvagnar）是位于瑞典哥德堡的全球卡车制造商，品牌标志为VOLVO，由AB沃尔沃擁有。在2016年，它是全球第二大重型卡车制造商。
2012年，沃尔沃集团重新組織，沃尔沃卡车從此不再是獨立公司，並與包括雷諾卡車、麥克貨車、UD卡車在內的沃尔沃集团卡車公司合併。

## 車系
1. FH
2. FM
3. FMX
4. FL
5. FE
6. VM

## 外部連結
- 官方网站